# Cantón de Besse-et-Saint-Anastaise
El cantón de Besse-et-Saint-Anastaise era una división administrativa francesa, que estaba situada en el departamento de Puy-de-Dôme y la región de Auvernia.

## Composición
El cantón estaba formado por diez comunas:
- Besse-et-Saint-Anastaise
- Chambon-sur-Lac
- Compains
- Égliseneuve-d'Entraigues
- Espinchal
- Murol
- Saint-Diéry
- Saint-Pierre-Colamine
- Saint-Victor-la-Rivière
- Valbeleix

## Supresión del cantón de Besse-et-Saint-Anastaise
En aplicación del Decreto n.º 2014-210 de 21 de febrero de 2014, el cantón de Besse-et-Saint-Anastaise fue suprimido el 22 de marzo de 2015 y sus 10 comunas pasaron a formar parte del nuevo cantón de Le Sancy.